# Acta diurna
Unter dem Namen Acta diurna (Plural von actum diurnum) (lat. für „Tagesgeschehen“) führte der römische Konsul Gaius Julius Caesar ein tägliches Nachrichtenbulletin ein, gleichsam eine Vorform der Zeitung, die von 59 v. Chr. bis mindestens 235 n. Chr. (wahrscheinlich nicht immer täglich) erschien.
Die acta berichteten über die Verhandlungen in den öffentlichen Körperschaften und waren zunächst rein nachrichtlich gehalten. Später wurden sie unter Kaiser Augustus auch zum Sprachrohr für Propaganda. Auch weiche Themen wie Gesellschaftsklatsch, sensationelle Ereignisse oder Kriminalitätsberichterstattung waren enthalten.
Private Unternehmer vervielfältigten die Tagesberichte durch Abschreiben. Sie fügten den amtlichen Nachrichten auch andere aktuelle Informationen hinzu und besorgten gleichfalls den Versand des Blattes in die Provinzen.
Nicht völlig geklärt ist die Veröffentlichungsform. Während Kolb anmerkt, dass für eine Veröffentlichung auf Papyrus keine Belege vorliegen und die Texte auf Tafeln geschrieben wurden, geht Wilke davon aus, dass es sich um öffentlich ausgehängte Anschlagzettel handelte. Das Webprojekt Professional Journalism zeigt einen entsprechenden Papyrus.
In den Acta diurna gab es bereits erste Bildberichte, die etwa in der Art der Darstellung auf Triumphbögen kaiserliche Kriegstaten zeigten.